# Operació Pallassada
L'Operació Pallassada (Operation Slapstick) va formar part de la invasió aliada d'Itàlia durant la Segona Guerra Mundial el 9 de setembre de 1943.

## Antecedents
Després de la derrota de les potències de l'Eix al nord d'Àfrica, va haver-hi un desacord entre els aliats sobre quin havia de ser el pas següent. Winston Churchill en particular volia envair Itàlia, a la que al novembre de 1942 havia anomenat el "ventre tou de l'Eix" (tot i que el general Clark posteriorment l'anomenaria "un ventre dur"). El suport popular a Itàlia a favor de la guerra declinava, i creia que la invasió trauria el país de la guerra, a més de minvar la influència de l'Eix a la Mediterrània, obrint-lo al tràfic aliat. Això reduiria enormement el temps de navegació necessari per portar subministraments a les tropes aliades de l'orient mitjà i de l'Extrem Orient en un moment en què la capacitat de vaixells aliats estava en crisi, a més que augmentaven els enviaments britànics i estatunidencs per a la Unió Soviètica. A més, això lligaria les tropes alemanyes de la Wehrmacht, no podent-les enviar al front rus. Stalin havia pressionat per a l'obertura d'un "segon front" a Europa, el qual afebliria la invasió alemanya de Rússia.
Malgrat tot això, el general George Marshall i gran part de l'estat major estatunidenc volien evitar operacions que retardessin la invasió d'Europa, discutida i planejada des de 1942, i que finalment es materialitzaria en l'operació Overlord. Quan ja es feu evident que la invasió no podria tenir lloc a 1943, acceptaren envair Sicília, però sense comprometre's a operacions posteriors. Però tant Churchill com Franklin Delano Roosevelt acceptaven la necessitat que els exèrcits aliats continuessin fent front l'Eix després de l'èxit de la campanya a Sicília i abans de llançar una campanya al nord-oest d'Europa. La discussió continuà a la Conferència Trident de Washington al maig, però no va ser fins a finals de juliol, després que el curs de la campanya de Sicília ja era clar i amb la caiguda de Mussolini que la Junta de Caps d'Estat Major donà instruccions a Dwight Eisenhower que continués tan aviat com pogués.
El Quarter General Conjunt de les Forces Aliades (Joint Allied Forces Headquarters - AFHQ) era operativament responsable de totes les forces terrestres aliades al teatre de la Mediterrània, i van ser ells qui van planejar i comandar la invasió de Sicília i de la Itàlia continental.
La invasió aliada de Sicília de juliol de 1943 va ser un gran èxit, tot i que una gran part de les tropes de l'Eix aconseguiren evitar ser capturades i escapar a la Itàlia continental. Per l'Eix, això es va percebre com un èxit. Més important va ser el cop d'estat que a finals de juliol deposà a Benito Mussolini com a cap del govern italià, la qual cosa apropà la pau entre Itàlia i els aliats. Es creia que una ràpida invasió d'Itàlia provocaria la rendició italiana i produiria ràpides victòries militars sobre les tropes alemanyes que podrien quedar atrapades lluitant en un país hostil. Però tant els italians com els alemanys demostraren que podien resistir molt. A més, la invasió va fer que els aliats veiessin que calia subministrar menjar als territoris ocupats, una responsabilitat que, d'altra forma, hagués caigut sobre els alemanys.

## L'operació

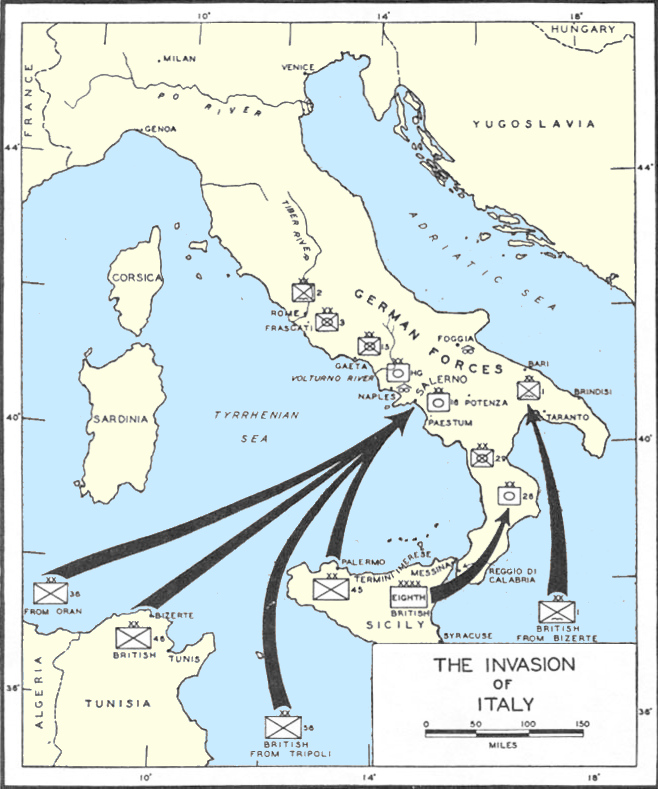
Mapa de la invasió d'Itàlia

El 9 de setembre comença l'operació Pallassada amb la primera onada de la 1a Aerotransportada que arribà en 4 creuers britànics, un americà i el dragamines ràpid Abdiel. El Cinquè Exèrcit Americà també va desembarcar a Salerno el mateix dia i prèviament, tropes aliades havien ocupat la punta de la bota d'Itàlia a l'Operació Ciutat de la Badia. Els cuirassats italians Andrea Doria i Caio Duilio, juntament amb dos creuers, es creuaren amb la flota invasora mentre que es dirigien a l'Illa de Malta per rendir-se. No hi havia alemanys a Tàrent i per això el desembarcament no va tenir cap oposició. Les úniques baixes van tenir lloc quan l'Abdiel, en ancorar, topà amb una mina i s'enfonsà en minuts, amb 168 morts i 126 ferits. L'11 de setembre, mentre que les patrulles s'endinsaven, va haver-hi alguns enfrontaments amb elements de la 1a Paracaigudista alemanya. Però aquesta no podia fer gaire més que batusses i hagué de recular car la major part de les seves forces havien estat enviades a reforçar les divisions 26a Panzer i Herman Göring. El comandant de la 1 aerotransportada, el Major General George F. Hopkinson, va ser mortalment ferit en una d'aquestes accions. Per l'11 de setembre ja s'havien ocupat els ports de Bari i Bríndisi.